# Angat
Angat è una municipalità di seconda classe delle Filippine, situata nella Provincia di Bulacan, nella Regione del Luzon Centrale.
Angat è formata da 16 baranggay:
- Banaban
- Baybay
- Binagbag
- Donacion
- Encanto
- Laog
- Marungko
- Niugan
- Paltok
- Pulong Yantok
- San Roque (Poblacion)
- Santa Cruz (Poblacion)
- Santa Lucia
- Santo Cristo
- Sulucan
- Taboc